# Hôpital régional de soins intensifs de Marioupol
L'hôpital de Marioupol n°2 est un centre hospitalier situé à Marioupol.
Il a été ouvert pour les employés de l'usine Azovstal.

## Histoire
Il a été fondé en 1970 par Volodymyr Leporsky directeur de Azovstal puis a été construit, en 1980, un bâtiment de huit étages comme hôpital de Marioupol No. 2 Jdanov et dépend  de l'université médicale nationale de Donetsk.